# Kazumasa Nagai
Kazumasa Nagai (jap. 永井 一正, ur. 20 kwietnia 1929 w Osace) – japoński grafik i projektant, twórca plakatów.
Początkowo studiował na Uniwersytecie Sztuk Pięknych i Muzyki w Tokio, ale w 1951 zrezygnował z tych studiów. Podjął wówczas pracę w dziale reklamowym przedsiębiorstwa Yamato Boseki. W 1959 współzałożył grupę artystyczną "Graphic 21" (wraz z m.in. Yūsaku Kamekurą i Ryūichi Yamashirą). W 1960 brał udział w początkach działania studia projektów Nippon Design Center (od 1975 do 1986 był prezydentem tej organizacji, a potem jej doradcą). Przez wiele lat projektował plakaty wystawowe dla Museum of Modern Art w Toyamie.